# ضفاف البحيرة (تونس)
ضفاف البحيرة هي منطقة تشكل امتدادا حضري لمدينة تونس عاصمة الجمهورية التونسية.
بعد تطوير بحيرة تونس من الجزء الشمالي، في عقد 1980، وردمها التدريجي، بدأت المدينة الجديدة في الظهور. وتم دفع المقاول الرئيسي لتنمية شمال ضفاف البحيرة للمؤسسة الراعية لبحيرة تونس (PSAT). الشركة، التي تأسست في أكتوبر 1983، وهي مملوكة مناصفة بين الحكومة التونسية والنصف الآخر من قبل المستثمرين السعوديين.
ويعتزم برنامج التنمية الشاملة لضفاف البحيرة٬ خلق منطقة على امتداد أكثر من 1300 هكتار، وهي ثلاث مناطق حضرية والتي تتسع ل150،000 نسمة، ومجموع ما يقدر ب140،000 فرصة عمل.

## الضفاف الشمالية

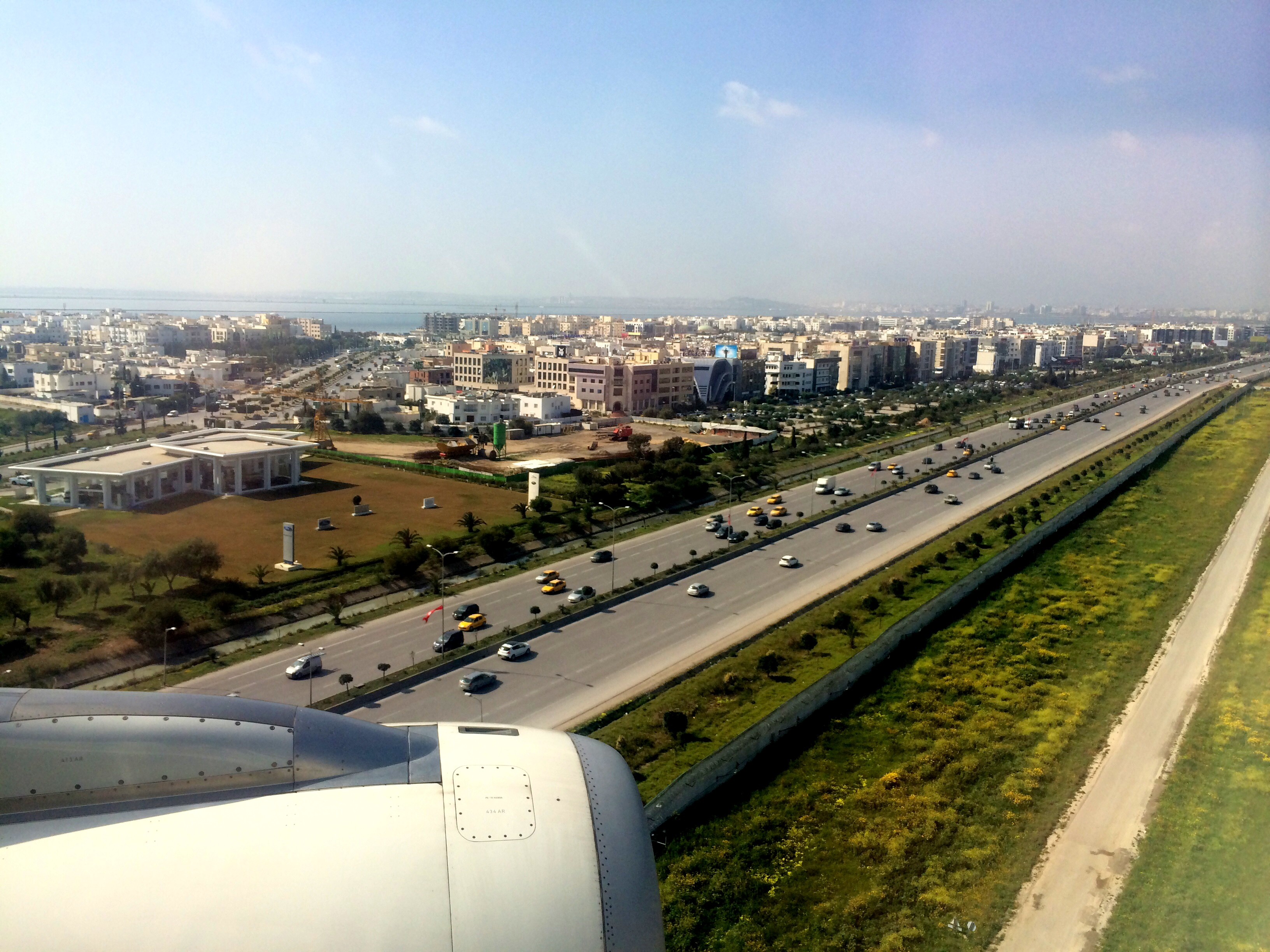
صورة جوية لمنطقة ضفاف البحيرة في تونس على مستوى الطريق الوطنية رقم 9 (تونس_المرسى)

وقد تم بناء أول وحدتين في بداية عقد 1990٬ وهي تشكل منطقة الضفاف الشمالية.
تقسيم الخليج وهي المنطقة التي تبلغ مساحتها 150 هكتارا وتقع بين البحيرة والطريق السريع الذي يربط تونس المرسى ( RN9 ). بل وهي جزء من حدود بلدية تونس. من مجموع إجمالي عدد ٬820 وتغطي مساحة قدرها 089 091 1 م2. هذا التطور ينظر في بضع سنوات لبناء المباني٬ المكاتب والمحلات التجارية. معظم الأموال لتطوير العقارات قادمة من المملكة العربية السعودية، حيث طالب المستثمرون من المؤسسات العامة عدم بيع الكحول. وميزة أخرى لهذا الحي الجديد، والشوارع، غالبا ما تعبر بزوايا قائمة، عكس البحيرات المنتشرة في أرجاء العالم.
اليوم، تضم المنطقة مكاتب للعديد من الشركات التونسية والدولية، السفارات والمحلات الفاخرة. كما بنيت أيضا بعض المباني السكنية الفاخرة.
تقسيم المنطقة الشمالية الغربية C هي أيضا جزء من حدود بلدية تونس. تمتد على مساحة خمسين هكتارا، وهي تقدم إلى العاصمة فضاء الترفيه والتسلية مطلة على البحيرة وتتميز بتخطيط معين (الكورنيش والشوارع والساحات للمشاة) بما في ذلك الأنشطة الرياضية والثقافية.
بلغت نسبة تحضّر منطقة الضفاف الشمالية في أوائل أبريل 2010، 82.12٪.

## الضفاف الشمالية الشرقية
الدفعة الثانية بعنوان الضفاف الشمالية الشرقية، وهي قيد التطوير والتحضّر منذ عام 1998. تقع في الجزء الشمالي الشرقي لبحيرة تونس، على مساحة تغطي حوالي 800 هكتار. وقد بذلت العديد من التطورات في خطة التنمية.
حدائق البحيرة، كل التحضّر مستمر على مساحة 108 هكتار، وتتكون أساسا من المساكن الفردية. أما بالنسبة لحي الصنوبر، تم تقسيمه حاليا للتحضر على مساحة تقدر بأكثر من 57 هكتار، وهو بمثابة مركز المدينة لضفاف البحيرة في الجزء الشمالي الغربي. يتألف من قطع من المباني شبه وظيفية (R+6 إلى R+8). تلك المطلة على الكورنيش المخصصة للأنشطة السياحية.
مدينة تونس الرياضية، وهي قيد الإنشاء على مساحة 250 هكتار، والتي سيتم بناؤها من قبل المجموعة الإماراتية بوخاطر. وسيتم تخصيص المنطقة الأولى من 36 هكتارا لتدريب الرياضيين الشباب التونسي والأجنبي٬ وستخصص المنطقة الثانية من مائة هكتار حصرا لبناء ملعب للغولف مع 18 حفرة ومجمع سكني.
في المنطقة الثالثة، والتي تبلغ مساحتها 120 هكتارا، ستخصص للترفيه السياحي وسيتم بناء مجمع سكني فاخر.

## الضفاف الشمالية الغربية
تقع الشريحة الثالثة على الشمال الغربي والجنوب الغربي لضفاف البحيرة، المتاخمة مباشرة على وسط المدينة الحالية. وتنتشر على مساحة 300 هكتار. وتنص خطة التنمية للمنطقة ذات الأنشطة المهيمنة والمكاتب والخدمات والتعاونيات. هذا المجال يخضع حاليا لدراسة إستراتيجية لتنميتها.